# Olcnava (przystanek kolejowy)
Olcnava – przystanek kolejowy znajdujący się we wsi Olcnava w kraju koszyckim na linii kolejowej nr 180 na Słowacji.